# Dům odborů (Moskva)
Dům odborů (rusky Дом Союзов) je klasicistní budova v Moskvě, původně sloužící shromáždění ruských stavů (дворянское общество).

## Historie
Palác nechal postavit v první polovině 18. století generál kníže Dolgorukov-Krymskij. Po jeho smrti v roce 1784 byl zakoupen jménem A. B. Golicyna pro ruské stavy, které zde pořádaly plesy a recepce. Palác se na dlouhou dobu stal centrem společenského života Moskvy.
V letech 1784–90 proběhla pod vedením Kazakova rozsáhlá rekonstrukce, namísto vnitřního dvora byl postaven Sloupový sál se dvěma řadami oken a mramorovou sochou Kateřiny Veliké. Další rekonstrukce vedl v letech 1903–1908 architekt Mejsner, který zvýšil budovu o třetí patro, změnil průčelí a zbořil objekty přiléhající ke Sloupovému sálu.
Po Říjnové revoluci byla budova rozhodnutím Rady lidových komisařů předána odborům. První koncert pro pracující se uskutečnil v roce 1918 za přítomnosti V. I. Lenina a N. K. Krupské

## Sloupový sál
Moskevský odbor Ruské hudební společnosti uspořádal roku 1860 první koncert. Zahájil tradici symfonických koncertů ve Sloupové síni; koncert zorganizoval a dirigoval Nikolaj Grigorjevič Rubinštejn.
Ve dnech 14.–16. února 1918 proběhl ve Sloupové síni IV. Všeruský sjezd sovětů dělnických, rolnických a vojenských zástupců, který mimo jiné rozhodl o dočasné změně hlavního města; sídlo nejvyšších státních a stranických orgánů bylo přeneseno z Petrohradu do Moskvy.
Sloupový sál byl ve dnech 23.–27. ledna 1924 místem posledního rozloučení s Leninem. Poté ještě mnohokrát sloužil jako místo rozloučení s vysokými představiteli sovětského státu, například se Stalinem (ve dnech 6.–9. března 1953), Brežněvem (12.–15. listopadu 1982), Andropovem (pohřeb 14. února 1984) a Černěnkem (pohřeb 13. března 1985), což se odrazilo v ironickém verši Vladimira Višněvského: „Dlouho jsem neležel ve Sloupovém sále...“. Po rozpadu Sovětského svazu pohřební ceremonie ve Sloupové síni po mnoho let neprobíhaly, až v roce 2015 byl odtud vypraven pohřeb Jevgenije Primakova (29. června), poté Vladimira Žirinovského (4. srpna 2022) a naposledy Michaila Gorbačova (3. září 2022).
Ve sloupovém sále probíhaly sjezdy sovětů, odborů, zemědělců, rokovaly zde konference městských i oblastních moskevských orgánů, také zde proběhly kongresy Kominterny a dalších mezinárodních organizací.
V květnu a červnu 1928 zde proběhl za účasti veřejnosti soudní proces s obviněnými v Šachtinském případu.

## Okťabrskij sál
Sál je menší než Sloupový, má kapacitu 470 sedících diváků. Byl svědkem řady pozoruhodných historických událostí, v roce 1935 zde za účasti veřejnosti proběhl první moskevský proces, v témže roce Izák Jevsejevič Goron demonstroval na jevišti první tříkanálovou stereofonní aparaturu v Sovětském svazu.